# Gunung Sindur (plaats)
Gunung Sindur is een bestuurslaag in het regentschap Bogor van de provincie West-Java, Indonesië. Gunung Sindur telt 13.010 inwoners (volkstelling 2010).